# Alabama Show
Pour les articles homonymes, voir Alabama (homonymie).
Albums de Jerry Lee Lewis
Live at Gilley's
((1995)) Live from Austin, TX
((2007))
Alabama Show est un album live de Jerry Lee Lewis, enregistré au Boutwell Memorial Auditorium (en) à Birmingham (Alabama) aux États-Unis,.

## Liste des chansons
1. Jenny, Jenny (Little Richard, Enotris Johnson) (3:02)
2. Who Will The Next Fool Be (Charlie Rich) (4:02)
3. Memphis (Chuck Berry) (3:20)
4. Hound Dog (Jerry Leiber & Mike Stoller) (1:53)
5. I Got a Woman (Ray Charles & Renald Richard)(2:58)
6. High Heel Sneakers (R. Higginbatham) (3:34)
7. No Particular Place to Go (Chuck Berry) (3:07)
8. Together Again (en) (Buck Owens) (3:36)
9. Long Tall Sally (Little Richard, Enotris Johnson) (2:16)
10. Whole Lotta Shakin' Goin' On (Sunny David/Dave Williams) (5:09)